# بیوه‌مرغ یقه‌سرخ
بیوه‌مرغ یقه‌سرخ (نام علمی: Euplectes ardens) نام یک گونه از سرده جولاهای چندزنه است.